# Schmitt Pál
Schmitt Pál (tiếng Hungary phát âm: [ʃmit paːl], sinh ngày 13 tháng 5 năm 1942 tại Budapest) là nguyên tổng thống của Hungary. Ông được bầu làm tổng thống Hungary trong một cuộc bỏ phiếu với tỷ lệ 263 thuận - 59 chống trong Quốc hội Hungary và tuyên thệ nhậm chức vào ngày 06 tháng 8 năm 2010.
Schmitt là một kiếm thủ thành công lúc trẻ, giành hai huy chương vàng tại Thế vận hội mùa hè. Schmitt cũng trước đây là Phó Chủ tịch Quốc hội châu Âu và Chủ tịch Quốc hội Hungary.
Ngoài tiếng mẹ đẻ Hungary của mình, Pál Schmitt nói tiếng Đức, tiếng Pháp và tiếng Anh. Gia đình ông gốc Đức.
Ngày 2 tháng 4 năm 2012, ông đã từ chức Tổng thống Hungary sau khi bị tước bỏ học vị tiến sĩ mà ông đạt được năm 1992 do bị cáo buộc đã đạo văn vào cuối tháng 3 năm 2012. Ông đã phát biểu trước Quốc hội rằng: "Theo hiến pháp, tổng thống phải đại diện cho sự đoàn kết của Hungary. Thật không may, tôi lại trở thành biểu tượng của sự chia rẽ. Tôi cảm thấy nghĩa vụ của mình là rời khỏi vị trí hiện nay."